# 중문초등학교
중문초등학교는 대한민국 제주특별자치도 서귀포시 중문동에 있는 공립 초등학교이다.

## 학교 연혁
- 1927년 5월 3일 좌면공립보통학교(4년제 4학급) 개교(중문동 1489번지)설립인가 3월 1일
- 1935년 4월 25일 중문공립보통학교로 개칭 (행정구역 개편)
- 1938년 4월 1일 중문공립심상소학교로 개칭[1]
- 1941년 2월 3일 현 위치[2]로 이전(천제연로 231)
- 1941년 4월 1일 중문공립국민학교로 개칭[3]
- 1942년 4월 1일 6년제 6학급 개편
- 1949년 12월 31일 중문국민학교로 개칭[4]
- 1969년 9월 1일 색달분교장 설립
- 1983년 3월 1일	특수학급 인가(1학급)
- 1989년 3월 1일 색달분교장 폐교
- 1990년 3월 1일 급식소 및 강당 특별교실 건립
- 1996년 3월 1일 중문초등학교로 교명 변경[5]
- 2004년 12월 18일 디지털도서관 개관
- 2010년 8월 2일 인조잔디운동장 개장
- 2013년 2월 2일 한울관(체육관) 개관 및 교문 재건축
- 2015년 3월 3일 병설유치원 개원
- 2015년 8월 1일 한울림 오케스트라 창단 연주회 개최
- 2020년 1월 7일 제92회 131명 졸업(총 졸업생 9,191명)
- 2020년 3월 1일 제41대 강성일 교장 부임
- 2020년 3월 1일 26학급(특수학급 1학급 포함), 유치원 3학급 편성

## 학교 상징
- 교화(校花) - 영산홍 : 단정, 품위, 그리고 꿈과 희망
- 교목(校木) - 향나무 : 인내, 생명 존중 그리고 착한 심성

## 참고 자료
- 디지털서귀포문화대전[깨진 링크(과거 내용 찾기)]
- 중문초등학교 - 한국교육학술정보원 학교알리미